# Blaste persimilis
Blaste persimilis är en insektsart som först beskrevs av Banks 1908.  Blaste persimilis ingår i släktet Blaste och familjen storstövsländor. Inga underarter finns listade i Catalogue of Life.